# Marokkanischer Drachenkopf
Der Marokkanische Drachenkopf (Dracocephalum renati) ist eine Pflanzenart aus der Gattung der Drachenköpfe (Dracocephalum) in der Familie der Lippenblütler (Lamiaceae).

## Beschreibung
Der Marokkanische Drachenkopf ist eine ausdauernde, krautige Pflanze, die Wuchshöhen zwischen 5 und 25 Zentimetern erreicht. Sie ist grauhaarig. Die Krone ist cremeweiß und 20 Millimeter lang.
Die Blütezeit reicht von Juni bis Juli.

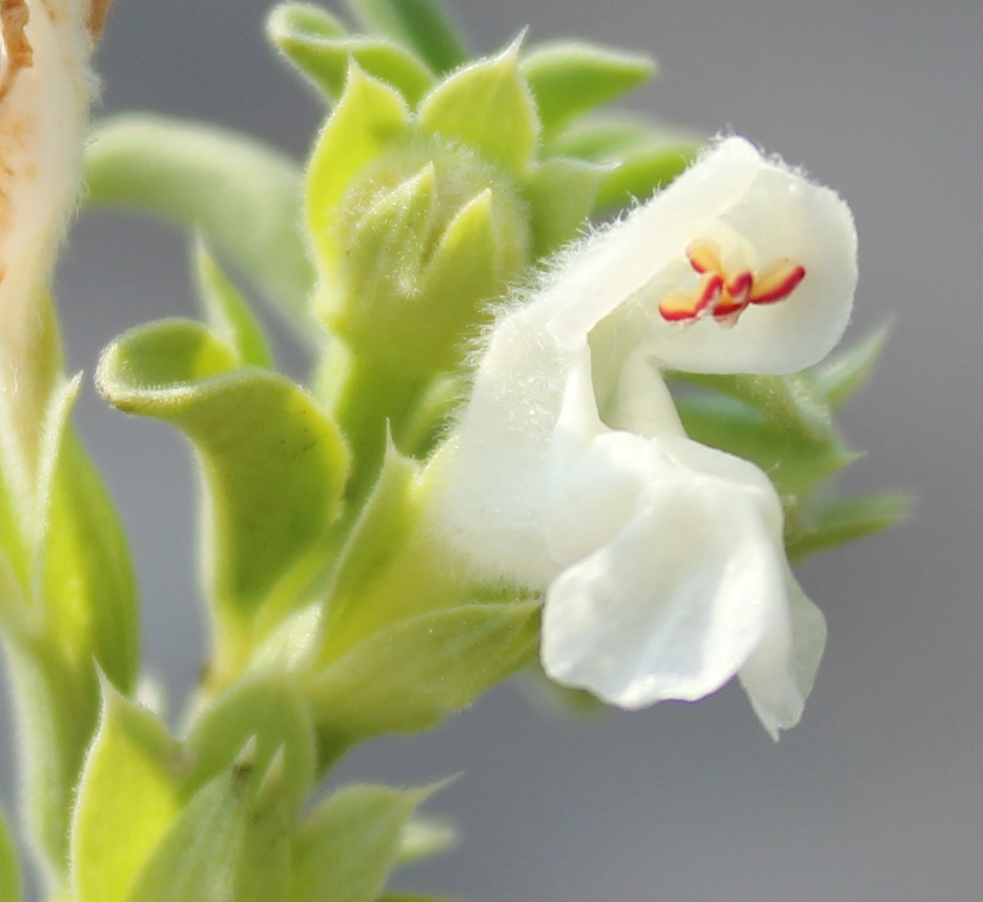
Blütenstand von Dracocephalum renati

## Verbreitung
Die Art kommt in Marokko in Höhenlagen von 1800 bis 3000 Meter vor.

## Systematik
Dracocephalum renati wurde 1935 von Marie Louis Emberger in Bulletin de la Société des Sciences Naturelles du Maroc. Rabat, Band 15, Seite 214, erstbeschrieben. Synonyme für Dracocephalum renati sind Dracocephalum atlanticum Boom nom. illeg. und Dracocephalum mairei Emb. nom. illeg.

## Nutzung
Der Marokkanische Drachenkopf wird selten als Zierpflanze für Steingärten und Alpinhäuser genutzt.